# 크로키놀

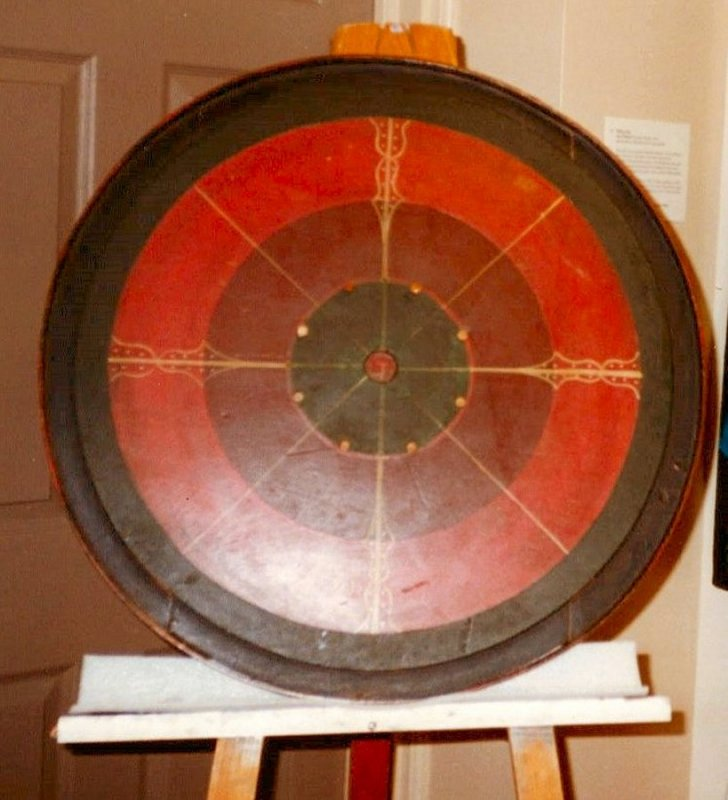

크로키놀(Crokinole, /ˈkroʊkɪnoʊl/)은 디스크를 튕기는 덱스터리티 보드 게임으로, 캐나다에서 유래한 것으로 추정되며, 피치넛, 까롬, 피체노테 게임과 비슷하며, 셔플보드와 컬링의 요소를 테이블탑 크기로 줄인 것이다. 플레이어들은 원형 플레이 표면을 가로질러 디스크를 쏘면서, 특히 20점짜리 움푹 들어간 중앙 구멍인 보드의 더 높은 점수 영역에 디스크를 떨어뜨리려고 시도하는 동시에, 상대 디스크를 보드에서 떨어뜨려 '도랑'에 떨어뜨리려고 시도한다. 크로키놀은 일반적으로 보드의 중앙을 향해 쏘는 반면, 풀에서처럼 네 개의 바깥쪽 모서리 포켓을 향해 쏘는 까롬과 피치넛과는 다르다. 크로키놀은 큐대를 사용하여 플레이되며, 캐나다 온타리오주 타비스톡에서 열리는 세계 크로키놀 챔피언십에는 큐대 참가자를 위한 특별 카테고리가 있다.